# Mephitis
Mephitis es un género de mamíferos de la familia Mephitidae. Se distribuyen por América del Norte y Central.

## Especies
Se reconocen las siguientes:
- Mofeta rayada (Mephitis mephitis)
- Mofeta encapuchada (Mephitis macroura)